# Thierry Robert (homme politique)
Pour les articles homonymes, voir Thierry Robert et Robert.
Ne doit pas être confondu avec Robert Thierry, joueur de rugby, ni avec Robert Therry.
Thierry Robert, né le 1er avril 1977 à Saint-Denis (La Réunion), est un homme d'affaires et homme politique français.
Engagé en politique au sein de l'UDF puis du MoDem, il est maire de Saint-Leu de 2008 à 2017, ainsi que conseiller général de La Réunion de 2008 à 2013, élu dans le canton de Saint-Leu-1 et le canton de Saint-Leu-2.
Il est élu député de la 7e circonscription de La Réunion en 2012. Réélu en 2017, il voit son élection annulée l'année suivante par le Conseil constitutionnel pour manquement à ses obligations fiscales. Il échoue à redevenir député en 2022 et 2024.

## Carrière professionnelle
Thierry Robert prend la direction de l'entreprise familiale artisanale de construction et la transforme en groupe « Robert Promotion ». À la tête de trois sociétés de BTP, Thierry Robert est propriétaire d'un patrimoine immobilier à La Réunion et en Île-de-France, évalué à neuf millions d'euros,.

## Parcours politique

### Débuts
En 2006, il devient délégué départemental des Jeunes UDF à La Réunion et sympathise avec François Bayrou. Il fait campagne pour ce dernier à l'élection présidentielle de 2007.
En 2008, il se présente aux élections municipales à Saint-Leu, qu'il remporte au second tour. À 30 ans, il devient le deuxième plus jeune maire de La Réunion. Il est également élu conseiller général de La Réunion dans le canton de Saint-Leu-1 dès le premier tour des élections cantonales qui ont lieu conjointement, et devient vice-président de l'assemblée départementale.
Candidat à l’élection cantonale partielle de 2009 dans le canton de Saint-Leu-2, il est de nouveau élu conseiller général. Alors que la loi lui impose de démissionner du premier mandat, un recours déposé devant le tribunal administratif de Saint-Denis lui permet d’exercer, pendant plus d’un an, ses fonctions de conseiller général pour les deux cantons. Il démissionne le 28 décembre 2010 de son mandat dans le canton de Saint-Leu-1, pour lequel il est remplacé par sa suppléante, Jacqueline Silotia.
En application de la loi sur le cumul de mandats, il démissionne de son second mandat de conseiller général le 27 février 2013 au profit de sa suppléante, Isabelle Poudroux.

### Député de La Réunion
Le 17 juin 2012, il est élu député dans la 7e circonscription de La Réunion au second tour des élections législatives, avec 66,9 % des suffrages exprimés. Il avait recueilli au premier tour 37,8 % des suffrages exprimés. Contestée par Pierre Magnin, candidat du Parti pirate, son élection est confirmée par le Conseil constitutionnel le 25 janvier 2013.
Bien qu'élu sous l'étiquette du MoDem, il intègre à l'Assemblée nationale le groupe RRDP comprenant essentiellement des députés radicaux de gauche. Il siège à la commission des Finances et à la délégation aux outre-mer de l'Assemblée nationale. 
Il est l'un des deux députés du groupe RRDP, avec Ary Chalus, à voter contre le mariage pour tous,,,.
Lors des élections législatives de 2017 à La Réunion, il termine en tête du premier tour dans la 7e circonscription, avec 33,8 % des voix, et est largement réélu au second tour, avec 60,8 %, pour un taux de participation de 39,4 %. Comme en 2012, sa suppléante est Marie-Rose Won-Fah-Hin. Il rejoint le groupe MoDem à l’Assemblée nationale.

### Ancrage local
Habitué des coups médiatiques, il s'oppose, le 21 février 2012, aux forces de l'ordre qui menacent de charger sur les transporteurs bloquant l'unique centre d'approvisionnement en carburant de La Réunion en protestation contre la hausse des tarifs de l'essence,.
Le 31 juillet 2012, à la suite d'une nouvelle attaque mortelle de requin, il publie un arrêté offrant une prime pour le prélèvement du requin-bouledogue sur le territoire maritime de Saint-Leu. Il retire cet arrêté illégal après l'engagement du ministre des Outre-mer, Victorin Lurel, de faire appliquer un arrêté préfectoral autorisant le prélèvement de requins et soutenant financièrement les mairies dans la prévention du risque-requin. Quelques jours plus tard, il lance une pétition demandant une révision du périmètre et de la réglementation de la réserve naturelle marine de La Réunion qu'il qualifie de « garde-manger géant » des requins.
Toujours en 2012, il occupe les jardins de la préfecture de La Réunion pour demander des contrats aidés pour la commune de Saint-Leu. Il est expulsé le 14 septembre sur ordre du préfet. Le même mois, il lance le parti La Politique autrement (LPA), un mouvement politique qui déclare se situer ni à gauche ni à droite.
Après les élections municipales de 2014, Thierry Robert est réélu maire de Saint-Leu, dès le premier tour avec plus de 74 % des voix face à son adversaire Jean-Luc Poudroux.
Il est tête de liste du MoDem pour les élections régionales de 2015 à La Réunion. Au second tour, il rejoint la liste de gauche menée par Huguette Bello, qui est défaite par la liste du président sortant, Didier Robert (Les Républicains). Élu conseiller régional, il démissionne en juillet 2016 pour cause de cumul des mandats. En 2018, Huguette Bello estime que son alliance électorale avec Thierry Robert « a été une erreur » et considère qu'il « n'est pas [son] allié » à la région.
Réélu député en 2017, il démissionne de ses fonctions de maire de Saint-Leu le 3 septembre 2017 en application de la loi sur le cumul des mandats.

### Ralliement à Emmanuel Macron
Soutien d'Alain Juppé lors de la primaire de la droite et du centre de 2016,, il rallie le 6 février 2017 la candidature d'Emmanuel Macron pour l'élection présidentielle, devançant en ce sens de deux semaines François Bayrou.
Annoncé comme possible ministre des Outre-mer après la victoire d’Emmanuel Macron, et initialement investi dans sa circonscription par La République en marche pour les élections législatives de 2017, le parti lui retire finalement son investiture car il ne répond pas à un des critères du mouvement, à savoir la possession d'un casier judiciaire vierge. En effet, Thierry Robert a été condamné en appel pour diffamation en 2016, bien que cette mention n'apparaisse pas sur son casier judiciaire.

### Démission d’office de son mandat de député
Il est démis de son mandat de député le 6 juillet 2018 par le Conseil constitutionnel pour manquement à ses obligations fiscales. Il conserve néanmoins son mandat de conseiller municipal et communautaire de Saint-Leu. Déclaré inéligible, il ne peut se présenter à aucune élection pendant trois ans, municipales comprises, mais il n'exclut pas de redevenir maire par désignation du conseil municipal, ce qui ne serait pas illégal puisqu’il ne s’agirait pas d’une élection.
Candidat à l’élection législative partielle qui suit, son frère Pierrick Robert est battu par Jean-Luc Poudroux (divers droite, soutenu par LR).

### Période d’inéligibilité
Le 6 décembre 2018, Thierry Robert démissionne de son poste de conseiller municipal de Saint-Leu, et concomitamment de son siège au conseil communautaire du Territoire de la Côte Ouest (TCO), les derniers mandats électifs qu’il exerçait depuis sa démission d’office de son mandat de député par le Conseil constitutionnel,.
À partir d’avril 2019, il est chroniqueur sur Radio Free Dom, où il anime une émission hebdomadaire intitulée Allô Thierry, proposant un commentaire de l’actualité,.
Le même mois, le retour en politique de Thierry Robert est envisagé par les médias réunionnais, notamment après le lancement de son association « Dobout et Solider », dont la déclinaison des objectifs prend, selon La Première, l’allure d’un programme électoral. En septembre 2019, Thierry Robert annonce qu’il entend briguer un nouveau mandat aux élections municipales de 2020 à Saint-Leu, malgré sa peine d’inéligibilité,. Mais le 6 décembre, le Conseil d’État confirme le jugement rendu le mois précédent par le tribunal administratif de La Réunion en rejetant le recours formé par Thierry Robert contre la validité de la décision du Conseil constitutionnel,.
Il apporte son soutien à la socialiste Ericka Bareigts pour les élections régionales de 2021 à La Réunion,.

### Retour actif dans la vie politique
À la fin de sa période d'inéligibilité, Thierry Robert annonce son intention de se relancer dans la vie politique et de se présenter aux élections législatives de 2022. En octobre 2021, il crée un nouveau parti politique, Le Peuple aux commandes du territoire (PACT). En janvier 2022, il se met en retrait de ses activités médiatiques sur Radio Free Dom. En avril, il officialise sa candidature aux élections législatives dans la 7e circonscription de La Réunion,. Le 19 juin, il est battu au second tour par Perceval Gaillard (LFI-NUPES).
En décembre 2022, Thierry Robert est condamné pour diffamation à l'encontre de son successeur à la mairie de Saint-Leu, Bruno Domen,.
À nouveau candidat lors des élections législatives de 2024 dans la 7e circonscription de La Réunion, il ne parvient pas à se faire réélire à l'Assemblée nationale, arrivant en troisième position au premier tour avec 22,1 % des suffrages exprimés face à Perceval Gaillard et Jean-Luc Poudroux.

## Controverses et affaires judiciaires

### Conflits d’intérêts
Promoteur immobilier, Thierry Robert est condamné en appel en 2019 pour avoir vendu des logements défectueux,.
En 2015, la Haute Autorité pour la transparence de la vie publique informe la présidence de l'Assemblée nationale qu'elle considère que « ses fonctions exercées dans ses sociétés sont incompatibles avec son mandat parlementaire ». Le 17 décembre 2015, le Conseil constitutionnel, saisi de la question, décide qu'il n'y a pas incompatibilité entre les fonctions conservées par Thierry Robert dans diverses sociétés et son mandat de député.
En novembre 2017, il est rappelé à l’ordre par le président de l’Assemblée nationale, François de Rugy, pour l’utilisation de son statut de député dans le cadre d’activités privées. Thierry Robert faisait de la publicité pour une de ses sociétés immobilières sur son compte Facebook, où il s'affiche en tant que député.

### Accusations d’emploi fictif et de harcèlement
En 2017, il est l'objet de poursuites pour soupçons d'emploi fictif, de harcèlement sexuel et de favoritisme.
Le 15 février 2018, il est condamné par la cour d'appel de Paris pour des faits de harcèlement moral, harcèlement sexuel et rupture abusive de contrat,,.

### Déboires financiers
Le 9 avril 2013, lors d'une conférence de presse, alors que la question du patrimoine des élus suscite le débat, Thierry Robert dévoile ses revenus importants et déclare en avoir « marre de payer autant [d'impôts] » en menaçant de quitter le pays. Ses déclarations fracassantes auraient pour objectif d'interpeller le gouvernement afin qu'il revoit la politique fiscale dans sa totalité ; il déclare : « Une politique qui n’encourage pas l’investissement et empêche le développement, ce n’est pas productif. Les impôts ne cessent d’augmenter et même si le président a annoncé qu’ils n’augmenteraient pas l’année prochaine, je doute ».
En 2015, la Haute Autorité pour la transparence de la vie publique informe la présidence de l'Assemblée nationale qu'il « existe un doute sérieux quant à l'exhaustivité, l'exactitude et la sincérité de sa déclaration de patrimoine ».
Le 12 février 2018, pour la seconde fois, la Haute Autorité pour la transparence de la vie publique saisit la justice de sa déclaration de patrimoine de fin de mandat. Elle déclare avoir « jugé nécessaire de porter ces faits, susceptibles de constituer des infractions pénales, à la connaissance du procureur de la République de Paris et lui a transmis l’ensemble du dossier ». Il est en 2018 le seul député à ne pas avoir reçu une « attestation de conformité fiscale ». Il admet un retard sur le paiement de l'ISF.
Le 6 juillet 2018, le Conseil constitutionnel le déclare inéligible pour une période de trois ans et le démet d'office de son mandat de député pour non-respect de « ses obligations fiscales ». Le Conseil précise que s'il a « régularisé sa situation fiscale », en partie après les délais impartis, il y a lieu de le condamner « compte tenu de l’importance des sommes dues et de l’ancienneté de sa dette fiscale ».

### Propos racistes
En août 2018, Thierry Robert est entendu par la gendarmerie pour incitation à la haine raciale après avoir critiqué le versement d'une subvention au Journal de l'île de La Réunion et dénoncé « une politique de gros blancs ». En regagnant sa voiture à sa sortie de la caserne, il déclare : « Je roule en BM mais je ne suis pas un gros blanc ».

## Détail des mandats et fonctions
Au cours de sa carrière politique, Thierry Robert est :
- député, élu dans la 7e circonscription de La Réunion (2012-2018) ;
- conseiller régional de La Réunion (2015-2016) ;
- troisième vice-président du conseil général de La Réunion (2008-2013) ;
- conseiller général de La Réunion, élu dans le canton de Saint-Leu-2 (2009-2013) ;
- conseiller général de La Réunion, élu dans le canton de Saint-Leu-1 (2008-2010) ;
- vice-président du Territoire de la Côte Ouest (2008-2017) ;
- maire de Saint-Leu (2008-2017).

## Synthèse des résultats électoraux

### Élections législatives
| Année | Parti  | Parti | Circonscription  | 1er tour | 1er tour | 1er tour | 2d tour | 2d tour | 2d tour | Issue |
| Année | Parti  | Parti | Circonscription  | Voix     | %        | Rang     | Voix    | %       | Rang    | Issue |
| ----- | ------ | ----- | ---------------- | -------- | -------- | -------- | ------- | ------- | ------- | ----- |
| 2012  |        | MoDem | 7e de La Réunion | 16 224   | 37,8     | 1er      | 29 366  | 66,9    | 1er     | Élu   |
| 2017  | 11 144 | MoDem | 7e de La Réunion | 33,8     | 1er      | 22 305   | 60,8    | 1er     | Élu     |       |
| 2022  |        | DVC   | 7e de La Réunion | 7 912    | 24,5     | 1er      | 17 483  | 48,8    | 2e      | Battu |
| 2024  | 11 083 | DVC   | 7e de La Réunion | 22,1     | 3e       |          |         |         | Battu   |       |

### Élections régionales
| Année | Parti | Parti | Région     | Position      | 1er tour | 1er tour | 1er tour | 2d tour | 2d tour | 2d tour | Sièges obtenus |
| Année | Parti | Parti | Région     | Position      | Voix     | %        | Rang     | Voix    | %       | Rang    | Sièges obtenus |
| ----- | ----- | ----- | ---------- | ------------- | -------- | -------- | -------- | ------- | ------- | ------- | -------------- |
| 2015  |       | MoDem | La Réunion | Tête de liste | 54 021   | 20,3     | 3e       | Fusion  | Fusion  | Fusion  | 8 / 45         |

### Élections cantonales
| Année | Parti                 | Parti | Canton                | 1er tour | 1er tour | 1er tour | 2d tour | 2d tour | 2d tour | Issue |
| Année | Parti                 | Parti | Canton                | Voix     | %        | Rang     | Voix    | %       | Rang    | Issue |
| ----- | --------------------- | ----- | --------------------- | -------- | -------- | -------- | ------- | ------- | ------- | ----- |
| 2008  |                       | MoDem | Canton de Saint-Leu-1 | 3 997    | 57,3     | 1er      |         |         |         | Élu   |
| 2009  | Canton de Saint-Leu-2 | MoDem | 2 343                 | 43,2     | 1er      | 3 284    | 54,4    | 1er     | Élu     |       |

### Élections municipales
| Année | Parti  | Parti | Commune   | Position      | 1er tour | 1er tour | 1er tour | 2d tour | 2d tour | 2d tour | Sièges obtenus |
| Année | Parti  | Parti | Commune   | Position      | Voix     | %        | Rang     | Voix    | %       | Rang    | Sièges obtenus |
| ----- | ------ | ----- | --------- | ------------- | -------- | -------- | -------- | ------- | ------- | ------- | -------------- |
| 2008  |        | MoDem | Saint-Leu | Tête de liste | 6 482    | 46,3     | 1er      | 8 790   | 58,3    | 1er     | 28 / 35        |
| 2014  | 12 629 | MoDem | Saint-Leu | Tête de liste | 74,5     | 1er      |          |         |         | 35 / 39 |                |

## Dans la culture
Thierry Robert possède sa marionnette dans Les Guignols de l'info. Il y est caricaturé en novembre 2012 comme étant, avec Jean Lassalle, le seul député du MoDem à l’Assemblée nationale, alors que l’émission parodie un éventuel rapprochement entre François Bayrou et Jean-Louis Borloo.